# 로간 조시
로간 조시(우르두어: روگان جوش)는 북인도의 양·염소고기 커리이다.

## 만들기
양고기나 염소고기를 양념에 조려서 만든다. 양념에는 고춧가루, 마늘, 생강, 다히, 셜롯, 계피, 정향, 회향, 쿠민, 카다멈(소두구와 향두구), 아위, 사프란 등이 들어가는데, 전통적으로는 빨간색을 알칸나 꽃이나 뿌리로 냈다. 카슈미르 지역의 무슬림 가정에서는 맨드라미 꽃잎을 넣어 색을 내기도 한다.